# Anett Kontaveit
Anett Kontaveit (Tallinn, 1995. december 24. –) észt hivatásos teniszezőnő.
2010–2023 közötti profi pályafutása során hat egyéni WTA-tornagyőzelmet aratott, emellett egyéniben 11, párosban öt ITF-tornagyőzelmet szerzett. A Grand Slam-tornákon juniorként 2012-ben döntőt játszott a US Open lány egyéni versenyén. 2021-ben az év végi világbajnokságon a döntőig jutott.
2011-ben megnyerte a juniorok legrangosabb világversenyének számító Orange Bowl versenyt.
Felnőttként az első WTA-tornagyőzelmét 2017-ben a Ricoh Open megnyerésével szerezte. A Grand Slam-tornákon a legjobb eredményét egyéniben a 2020-as Australian Openen érte el, ahol a negyeddöntőig jutott. Párosban a legjobb eredménye a 2019-es Roland Garroson elért 3. kör.
2021-ben hat döntőben szerepelt, amelyek közül négyet meg is nyert. Ezzel az eredményével a világranglistán a Top10 közé került, és első észt teniszezőként kvalifikálta magát az év végi világbajnokságra, amelyen a döntőig jutott. A legjobb világranglista-helyezése egyéniben a 2. hely volt, amelyre 2022. június 6-án került, ezzel minden idők legmagasabban rangsorolt észt teniszezője. Párosban a legjobbjaként 2020. március 2-án a 95. helyen állt.
2011-től az észt Fed-kupa-csapat tagja volt.
A 2023-as wimbledoni teniszbajnokságot követően vonult vissza a profi versenyzéstől.

## Junior Grand Slam döntői

### Lány egyéni
| Eredmény | Év   | Bajnokság | Borítás | Ellenfél          | Eredmény |
| -------- | ---- | --------- | ------- | ----------------- | -------- |
| Döntős   | 2012 | US Open   | Kemény  | Samantha Crawford | 5–7, 3–6 |

## WTA döntői

### Egyéni

#### Győzelmei (6)
| Összesítés            |                               |
| Grand Slam-torna (0)  |                               |
| Premier Mandatory (0) | WTA 1000 (mandatory)* (0)     |
| Premier Five (0)      | WTA 1000 (non-mandatory)* (0) |
| Premier (0)           | WTA 500* (3)                  |
| International (1)     | WTA 250* (2)                  |

| Borításonként |
| ------------- |
| Kemény (5)    |
| Salak (0)     |
| Fű (1)        |
| Szőnyeg (0)   |

| No. | Dátum                | Torna                                       | Borítás    | Ellenfél                  | Eredmény         | Megj. |
| --- | -------------------- | ------------------------------------------- | ---------- | ------------------------- | ---------------- | ----- |
| 1.  | 2017. június 18.     | Ricoh Open, ’s-Hertogenbosch, Hollandia     | Fű         | Natalja Vihljanceva       | 6–2, 6–3         |       |
| 2.  | 2021. augusztus 28.  | Cleveland Championships, Cleveland, USA     | Kemény     | Irina-Camelia Begu        | 7–6(5), 6–4      |       |
| 3.  | 2021. szeptember 26. | Ostrava Open, Ostrava, Csehország           | Kemény (f) | María Szákari             | 6–2, 7–5         |       |
| 4.  | 2021. október 24.    | Kreml Kupa, Moszkva, Oroszország            | Kemény (f) | Jekatyerina Alekszandrova | 4–6, 6–4, 7–5    |       |
| 5.  | 2021. október 31.    | Transylvania Open, Kolozsvár, Románia       | Kemény (f) | Simona Halep              | 6–2, 6–3         |       |
| 6.  | 2022. február 13.    | Ladies Neva Cup, Szentpétervár, Oroszország | Kemény (f) | María Szákari             | 5–7, 7–6(4), 7–5 |       |

#### Elveszített döntői (11)
| No. | Dátum                | Torna                                                | Borítás    | Ellenfél            | Eredmény      | Megj. |
| --- | -------------------- | ---------------------------------------------------- | ---------- | ------------------- | ------------- | ----- |
| 1.  | 2017. április 16.    | Ladies Open Biel Bienne, Biel, Svájc                 | Kemény (f) | Markéta Vondroušová | 4–6, 6–7(6)   |       |
| 2.  | 2017. július 23.     | Ladies Championship Gstaad, Gstaad, Svájc            | Salak      | Kiki Bertens        | 4–6, 6–3, 1–6 |       |
| 3.  | 2018. szeptember 29. | Wuhan Open, Vuhan, Kína                              | Kemény     | Arina Szabalenka    | 3–6, 3–6      |       |
| 4.  | 2019. április 28.    | Porsche Tennis Grand Prix, Stuttgart, Németország    | Salak (f)  | Petra Kvitová       | 3–6, 6–7(2)   |       |
| 5.  | 2020. augusztus 9.   | Palermo Ladies Open, Palermo, Olaszország            | Salak      | Fiona Ferro         | 2–6, 5–7      |       |
| 6.  | 2021. február 7.     | Grampians Trophy, Melbourne, Ausztrália              | Kemény     | Ann Li              | elmaradt      |       |
| 7.  | 2021. június 26.     | Viking International, Eastbourne, Egyesült Királyság | Fű         | Jeļena Ostapenko    | 3–6, 3–6      |       |
| 8.  | 2021. november 17.   | 2021-es WTA Finals, Guadalajara, Mexikó              | Kemény (f) | Garbiñe Muguruza    | 3–6, 5–7      |       |
| 9.  | 2022. február 26.    | Qatar Total Open, Doha, Katar                        | Kemény     | Iga Świątek         | 2–6, 0–6      |       |
| 10. | 2022. július 24.     | Hamburg European Open, Hamburg, Németország          | Salak      | Bernarda Pera       | 2–6, 4–6      |       |
| 11. | 2022. október 2.     | Tallinn Open, Tallinn, Észtország                    | Kemény (f) | Barbora Krejčíková  | 2–6, 3–6      |       |

## ITF döntői (16–6)

### Egyéni (11–3)
| Díjazás        |
| -------------- |
| $100,000 torna |
| $75,000 torna  |
| $50,000 torna  |
| $25,000 torna  |
| $15,000 torna  |
| $10,000 torna  |

| Borításonként |
| ------------- |
| Kemény (8–2)  |
| Salak (2–1)   |
| Fű (1–0)      |
| Szőnyeg (0–0) |

| Eredmény | No. | Dátum               | Torna                              | Borítás    | Ellenfél                 | Eredmény         |
| -------- | --- | ------------------- | ---------------------------------- | ---------- | ------------------------ | ---------------- |
| Győztes  | 1.  | 2011. január 24.    | Tallinn, Észtország                | Kemény (f) | Zuzana Luknárová         | 6–4, 4–6, 6–2    |
| Győztes  | 2.  | 2011. augusztus 1.  | Savitaipale, Finnország            | Salak      | Lisanne van Riet         | 6–3, 6–1         |
| Győztes  | 3.  | 2011. október 24.   | Stockholm, Svédország              | Kemény (f) | Syna Kayser              | 6–4, 6–2         |
| Győztes  | 4.  | 2012. február 20.   | Tallinn, Észtország                | Kemény (f) | Katarzyna Piter          | 7–5, 6–4         |
| Győztes  | 5.  | 2012. augusztus 20. | San Luis Potosí, Mexikó            | Kemény     | Victoria Rodríguez       | 6–1, 6–1         |
| Győztes  | 6.  | 2013. május 13.     | Marathón, Görögország              | Kemény     | Lucy Brown               | 6–4, 6–7(6), 6–3 |
| Győztes  | 7.  | 2013. május 27.     | Moszkva, Oroszország               | Salak      | Çağla Büyükakçay         | 6–1, 6–1         |
| Győztes  | 8.  | 2013. július 29.    | İzmir, Törökország                 | Kemény     | Başak Eraydın            | 3–6, 7–6(4), 6–0 |
| Döntős   | 1.  | 2013. szeptember 9. | Podgorica, Montenegró              | Salak      | Stephanie Vogt           | 4–6, 3–6         |
| Győztes  | 9.  | 2013. október 7.    | Margaret River, Ausztrália         | Kemény     | Irina Falconi            | 6–2, 6–4         |
| Döntős   | 2.  | 2014. február 10.   | Tallinn, Észtország                | Kemény (f) | Bacsinszky Tímea         | 3–6, 3–6         |
| Döntős   | 3.  | 2014. február 17.   | Moszkva, Oroszország               | Kemény (f) | Aljakszandra Szasznovics | 3–6, 2–6         |
| Győztes  | 10. | 2015. június 1.     | Eastbourne, Egyesült Királyság     | Fű         | Alla Kudrjavceva         | 7–6(4), 7–6(2)   |
| Győztes  | 11. | 2017. január 29.    | Andrézieux-Bouthéon, Franciaország | Kemény (f) | Ivana Jorović            | 6–4, 7–6(5)      |

### Páros (5–3)
| Díjazás        |
| -------------- |
| $100,000 torna |
| $75,000 torna  |
| $50,000 torna  |
| $25,000 torna  |
| $15,000 torna  |
| $10,000 torna  |

| Borításonként |
| ------------- |
| Kemény (3–2)  |
| Salak (2–1)   |
| Fű (0–0)      |
| Szőnyeg (0–0) |

| Eredmény | No. | Dátum               | Torna                         | Borítás    | Partner          | Ellenfél                              | Eredmény         |
| -------- | --- | ------------------- | ----------------------------- | ---------- | ---------------- | ------------------------------------- | ---------------- |
| Döntős   | 1.  | 2011. január 24.    | Tallinn, Észtország           | Kemény (f) | Maret Ani        | Tamara Čurović Jevgenyija Krivorucsko | 6–7(8), 1–6      |
| Győztes  | 1.  | 2012. augusztus 20. | San Luis Potosí, Mexikó       | Kemény     | Emily Fanning    | Erin Clark Elizabeth Ferris           | 6–0, 6–3         |
| Győztes  | 2.  | 2013. március 25.   | Tallinn, Észtország           | Kemény (f) | Jeļena Ostapenko | Ljudmila Kicsenok Nagyija Kicsenok    | 2–6, 7–5, [10–0] |
| Győztes  | 3.  | 2013. április 29.   | Edinburgh, Egyesült Királyság | Salak      | Jessica Ren      | Anna Smith Francesca Stephenson       | 6–2, 6–3         |
| Döntős   | 2.  | 2013. május 13.     | Marathón, Görögország         | Kemény     | Laura Deigman    | Lina Gjorcheska Despoina Vogasari     | 4–6, 6–2, [6–10] |
| Győztes  | 4.  | 2013. július 29.    | İzmir, Törökország            | Kemény     | Polina Lejkina   | Hülya Esen Lütfiye Esen               | 6–4, 7–5         |
| Döntős   | 3.  | 2013. szeptember 2. | Moszkva, Oroszország          | Salak      | Olha Jancsuk     | Anna Skudun Aljona Szotnyikova        | 3–6, 4–6         |
| Győztes  | 5.  | 2014. április 14.   | Dothan, Egyesült Államok      | Salak      | ilona Krameny    | Shelby Rogers Olivia Rogowska         | 6–1, 5–7, [10–5] |

## Eredményei a Grand Slam-tornákon

### Egyéniben
| Grand Slam | Australian Open | Australian Open  | Roland Garros  | Roland Garros    | Wimbledon | Wimbledon           | US Open  | US Open            |
| Év         | Eredmény        | Utolsó ellenfél  | Eredmény       | Utolsó ellenfél  | Eredmény  | Utolsó ellenfél     | Eredmény | Utolsó ellenfél    |
| 2014       | –               | –                | Selejtező (Q3) | Selejtező (Q3)   | 1. kör    | Casey Dellacqua     | –        | –                  |
| 2015       | Selejtező(Q2)   | Selejtező(Q2)    | Selejtező(Q2)  | Selejtező(Q2)    | 1. kör    | Viktorija Azaranka  | 4. kör   | Venus Williams     |
| 2016       | 1. kör          | Garbiñe Muguruza | 1. kör         | Venus Williams   | 1. kör    | Barbora Strýcová    | 1. kör   | Jelena Vesznyina   |
| 2017       | 1. kör          | María Szákari    | 2. kör         | Garbiñe Muguruza | 3. kör    | Caroline Wozniacki  | 1. kör   | Lucie Šafářová     |
| 2018       | 4. kör          | C Suárez Navarro | 4. kör         | Sloane Stephens  | 3. kör    | Alison Van Uytvanck | 1. kör   | Kateřina Siniaková |
| 2019       | 2. kör          | A Szasznovics    | 1. kör         | Karolína Muchová | 3. kör    | Karolína Muchová    | 3. kör   | Belinda Bencic     |
| 2020       | Negyeddöntő     | Simona Halep     | 1. kör         | Caroline Garcia  | elmaradt  | elmaradt            | 4. kör   | Ószaka Naomi       |
| 2021       | 3. kör          | Shelby Rogers    | 3. kör         | Iga Świątek      | 1. kör    | Markéta Vondroušová | 3. kör   | Iga Świątek        |
| 2022       | 2. kör          | Clara Tauson     | 1. kör         | Ajla Tomljanović | 2. kör    | Jule Niemeier       | 2. kör   | Serena Williams    |
| 2023       | 2. kör          | Magda Linette    | 1. kör         | Bernarda Pera    | 2. kör    | Marie Bouzková      | –        | –                  |

## Év végi világranglista-helyezései
| Év     | 2011 | 2012  | 2013 | 2014 | 2015 | 2016 | 2017 | 2018  | 2019 | 2020 | 2021 | 2022 |
| Egyéni | 573. | 436.  | 228. | 166. | 91.  | 109. | 34.  | 21.   | 26.  | 23.  | 7.   | 17.  |
| Páros  | 955. | 1083. | 290. | 451. | 403. | −    | 404. | 1080. | 103. | 110. | 211. | 506. |